# Sous l'emprise du démon
Pour plus de détails, voir Fiche technique et Distribution.
Sous l'emprise du démon (Twisted Nerve) est un film britannique réalisé par Roy Boulting en 1968.

## Synopsis
Martin est un jeune homme dérangé. Avec une mère qui tient absolument à continuer à le traiter comme un enfant, un beau-père qui ne le supporte pas, et un frère trisomique placé dans une institution, rien d'étonnant à ce que Martin ait trouvé refuge dans une double personnalité... celle du petit Georgie âgé de six ans ? C'est Georgie qui se lie d'amitié avec Susan Harper, mais cette amitié tourne bien vite à l'obsession et, quand Susan commence à prendre ses distances, Georgie perd les pédales...

## Fiche technique
- Réalisation : Roy Boulting
- Scénario : Roy Boulting
Leo Marks
Roger Marshall, sur une idée de Roger Marshall et Jeremy Scott
- Production : Frank Granat
George W. George
- Producteur exécutif : John Boulting
- Directeur de la photographie : Harry Waxman
- Distribution : British Lion Film Corporation (UK)
- Musique : signée Bernard Herrmann, compositeur des musiques de plusieurs grands films de Hitchcock. Elle est constituée d'un enchaînement de sifflements. Cette musique est par la suite entrée dans la culture populaire au point de devenir plus connue que le film pour lequel elle a été composée à l'origine. Cet engouement vient en partie du fait de sa présence dans le quatrième film de Quentin Tarantino, Kill Bill, beaucoup plus connu du grand public. Cette musique est en effet sifflée par Daryl Hannah qui joue le rôle de la tueuse à gages Elle Driver dans le film de Quentin Tarantino, Kill Bill  (premier des deux volets, sorti en novembre 2003), lors du Split screen où Elle Driver, habillée en infirmière, vient dans l'hôpital où La Mariée est dans le coma, pour lui faire une piqûre mortelle. Cette musique est reprise occasionnellement, par exemple dans une publicité pour Renault Scénic. On la retrouve aussi dans l'épisode 1 de la série American Horror Story et dans d'autres épisodes de cette même série[1],[2].

## Distribution
- Hayley Mills : Susan Harper
- Hywel Bennett : Martin Durnley
- Billie Whitelaw : Joan Harper
- Phyllis Calvert : Enid Durnley
- Frank Finlay : Henry Durnley
- Barry Foster : Gerry Henderson
- Craig Johnson : Franck Rovey
- Salmaan Peerzada : Shashie Kadir
- Christian Roberts : Philip Harvey
- Gretchen Franklin : "Clarkie"
- Thorley Walters : Sir John Forrester

## Accueil
À sa sortie en Grande-Bretagne, en 1968, The Guardian a qualifié le film de « grossier, maladroit et ridiculement prévisible ». The Observer l'a considéré comme un « thriller psycho commercial brillant qui, s'il n'y avait pas ses implications pernicieuses, serait parfaitement horrifiant », arguant que le film aurait été meilleur si le personnage du frère aîné n'avait jamais existé. En 1969, le Los Angeles Times l'a jugé « complètement captivant, qui fait froid dans le dos ». Pour Jean-François Roger dans Le Monde, en 2021, c'est un « très dérangeant thriller psychologique, visuellement très inventif ».
Le film a été diffusé dans les cinémas britanniques en complément du court métrage musical Les Bicyclettes de Belsize de Douglas Hickox.

## À côté du film
Après avoir vu Barry Foster dans ce film, Alfred Hitchcock décida de lui donner le rôle du psychopathe Bob Rusk (le «tueur à la cravate») dans Frenzy, dans lequel jouait également Billie Whitelaw.